# Oláh Vilmos
Oláh Vilmos (1975) Liszt Ferenc-díjas hegedűművész.

## Élete
Csodagyerek volt, már tizenegy éves korában Vásáry Tamással együtt jatszottak. Szólistaként négy földrészen játszott. A számos fesztivál és zenei főváros mellett olyan különleges helyeken képviselte a magyar kultúrát, mint Kuba, Vietnám, Katar, India, Thaiföld, Libanon, Kína, Tajvan. Vendégprofesszorként kurzusokat vezetett Peking, Tajpej, Havanna, Saigon, Hanoi, Bangkok, Delhi, Kalkutta és Montana zenei intézményeiben.
Koncertmesterként 1990-től kezdve tevékenykedik. Vezette a Magyar Állami Operaház, a Dohnányi Ernő Szimfonikus Zenekar és a MÁV Szimfonikus Zenekar együtteseit. Ezen kívül a Budapesti Vonósokat, a Magyar Állami Operaház Failoni Kamarazenekarát és a Camerata Transsylvanicát is.2005-ben csatlakozott a Liszt-díjas Auer Vonósnégyeshez. Számtalan hazai és külföldi koncert mellett lemezre vették Lajtha László 10 kvartettjét és zongora-kamarazenéjét is.
2010 óta a Magyar Rádió Szimfonikus Zenekarát és a Siam Filharmonikus Zenekart első koncertmesterként irányítja.
2019-ben a JASTA, ADMA és TMEA is tiszteletbeli tagjává választotta.
Gyakorta játszik együtt Vásáry Tamással, Eötvös Péterrel, Fischer Ádámmal, Jurij Szimonovval.

## Díjak
- Koncz János Hegedűverseny 1986, 1. díj
- Koncz János Hegedűverseny 1989, 1. díj
- Mozarteum Summer Academy Salzburg 1991, 1. díj
- Koncz János Hegedűverseny 1992, 1. díj
- Pacem in Terris International Music Competition Bayreuth 1992, 1. díj
- Grand Luc Adolph Violin Competition Luxemburg 1995, 1. díj
- Weiner Leó Kamarazene Verseny Budapest 2000, 1. díj (Vonóstrió)
- Weiner Leó Kamarazene Verseny Budapest 2000, 1. díj (Szonáta)

## Kitüntetések
- Lajtha-díj 2010
- Dohnányi-díj 2013
- Liszt Ferenc-díj 2018
- Emmy-díj 2018

## Média
The Violin Alone (életrajzi film a PBS amerikai csatorna gondozásában, 2017)